# Hanni Gehring
Johanna „Hanni“ Gehring, verheiratete Steinmüller, (* 15. August 1926 in Unterjoch; † 24. März 2011 ebenda) war eine deutsche Skilangläuferin.

## Werdegang
Gehring wurde 1951, 1953 und 1954 Deutsche Meisterin über 10-km-Langlauf. Von 1950 bis 1954 war sie Mitglied der deutschen Nationalmannschaft. 1952 nahm sie an den Olympischen Winterspielen in Oslo teil. Dort erreichte sie im 10-km-Langlauf als beste Mitteleuropäerin Rang 13. 